# Піча Володимир Маркович
Володи́мир Ма́ркович Пі́ча (нар. 1938, Херсон) — український соціолог і політолог, доктор соціологічних наук, професор.

## Освіта
Закінчив історичний факультет (1963 р.) і аспірантуру (1969 р.) Львівський державний університет ім. І. Франка.
Захистив кандидатську дисертацію з філософії в Ростовському державному університеті (Росія), 1970 р.
У 1992 р. захистив докторську дисертацію з соціології в Інституті соціології НАН України.

## Викладацька діяльність
З 1969 р. працював на кафедрі філософії Тернопільського фінансово-економічного інституту.
З 1979 р. — доцент, з 1993 р. — професор кафедри суспільно-гуманітраних наук  Української академії друкарства.
Вперше у м.  Львові започаткував аспірантуру з соціології (1993).
З 2001 р. — за сумісництвом — професор кафедри соціології та соціальної роботи  Національного університету «Львівська політехніка».
1999—2005 рр. — Голова Львівського відділення Соціологічної асоціації України.
Протягом 2004—2008 рр. — викладав соціологію в  Люблінському Католицькому Університеті (Польща).
З 2008 р. — дотепер — професор соціології Вищої школи ім. Богдана Янського (Польща, м. Холм), а також Вищої школи підприємництва та адміністрації (Польща, м. Люблін).
Викладає такі навчальні дисципліни: «вступ до соціології», «історія соціології», «соціологія науки», «соціологія вільного часу», «соціологія освіти», «соціологія сім'ї», «методологія суспільних наук».
Член спеціалізованих рад із захисту кандидатських і докторських дисертацій.

## Коло наукових інтересів
- Соціологія як наука
- Соціологія вільного часу і дозвілля
- Соціологія сім'ї
- Соціологія політики і міжнародних відносин
- Політичний менеджмент

## Нагороди та почесні звання
Призер конкурсу « Відродження» програми «Трансформація гуманітарної освіти в Україні».
Нагороджений грамотою  Верховної Ради України «За заслуги перед українським народом» (2005).
Нагороджений грамотою  Міністерства освіти і науки України (2008).

## Основні праці
З соціології:
- Піча В. М. Соціологія: загальний курс. Навчальний посібник для студентів вищих закладів освіти України. — К.: Каравела, 2000. — 248 с.
- Хто є хто в західній та вітчизняній соціології: навч. соціол. словник для студ. / наук. ред. та упор. В. М. Піча. — Л.: Світ. — 1999. — 160 с.
- Соціологія: курс лекцій / за ред. В. М. Пічі. — К.: Заповіт, 1996. — 344 с.
- З історії української соціологічної думки: навчальний посібник / В. М. Піча, Н. Й. Черниш, Л. Й. Кондратик. — Львів, 1995. — 64 с.
- Предмет, структура, функції соціології: зв'язок соціології з іншими науками / В. М. Піча. — Львів — 1994. — 20 с.
- Культура вільного часу: (філософсько-соціологічний аналіз) / В. М. Піча. — Л.: Світ. — 1990. — 149 с.

З політології:
- Піча Володимир Маркович, Хома Наталія Михайлівна Політологія. Конспект лекцій — Л.: Новий Світ-2000 ; Альтаір-2002, 2003. — 170 с.
- Піча Володимир Маркович, Хома Наталія Михайлівна Політологія — Л.: Новий Світ-2000, 2006. — 172 с.
- Піча Володимир Маркович, Хома Наталія Михайлівна Політологія — К.; Л.: Каравела; Нов. Світ-2000, 2001. — 343 с.
- Піча Володимир Маркович, Хома Наталія Михайлівна Політологія: конспект лекцій — Л.: Нов. Світ-2000, 2006. — 172 с.
- Піча Володимир Маркович, Хома Наталія Михайлівна Політологія. Конспект лекцій — Л.: Магнолія 2006, 2007. — 188 с.